# Задубрівська сільська рада (Снятинський район)
| Задубрівська сільська рада — колишній орган місцевого самоврядування у Снятинському районі Івано-Франківської області з адміністративним центром у с. Задубрівці. Сільській раді були підпорядковані населені пункти: - с. Задубрівці |

## Склад ради
Рада складалася з 16 депутатів та голови.

### Керівний склад ради
| ПІБ                        | Основні відомості                                                 | Дата обрання | Дата звільнення |
| -------------------------- | ----------------------------------------------------------------- | ------------ | --------------- |
| Болембах Василь Михайлович | Сільський голова, 1958 року народження, освіта                    | 26.03.2006   | 31.10.2010      |
| Болембах Василь Михайлович | Сільський голова, 1958 року народження, освіта вища, безпартійний | 31.10.2010   |                 |

Примітка: таблиця складена за даними джерела

## Історія
Утворена в 1989 році.